# Нижняя Горка (Архангельская область)
Нижняя Горка — деревня в Холмогорском районе Архангельской области.

## География
Находится в центральной части Архангельской области на расстоянии приблизительно 3 км на юг по прямой от села Емецк.

## История
Была отмечена еще в 1939 году в составе Зачачьевского сельсовета Емецкого района. До 2015 года входила в Зачачьевское сельское поселение, с 2015 по 2022 в Емецкое сельское поселение до его упразднения.

## Население
Численность населения: 11 человек (русские 100 %) в 2002 году, 15 в 2019.